# Río Samson
El río Samson es un corto río de Bélgica que discurre por la comarca de Condroz, en la provincia de Namur (Región Valona). Es un afluente del río Mosa por su margen derecha, en el que desemboca a la altura de la villa de Namêche, que forma parte del municipio de Andenne.
El Samson pasa por la localidad de Faulx-les-Tombes (actualmente parte del municipio de Gesves) y hace funcionar el molino de agua de la antigua Abadía cisterciense de Grandpré.

## Caudal
El caudal medio del río, medido en Mozet (zona de captación de 62 km²), entre 1992 y 2001 es de 0,91 m³/s. Durante el mismo periodo se registró:
- Un máximo caudal medio anual de 1,46 m³ en 1988.
- Un mínimo caudal medio anual de 0,48 en 1996.